# Natriumfluorosulfonat
Natriumfluorosulfonat, NaSO3F ist das Natrium-Salz der Fluorsulfonsäure.

## Gewinnung und Darstellung
Es ist möglich, Natriumfluorosulfonat durch die Reaktion von Natriumhydroxid und Fluorfluorosulfonat herstellen.
{\displaystyle {\ce {FSO3F + 2 NaOH -> NaSO3F + NaF + H2O + 1/2O2}}}

## Eigenschaften
Natriumfluorosulfonat kristallisiert in einem hexagonalem Kristallsystem. Es besitzt die Raumgruppe P63/mmc (Raumgruppen-Nr. 194) mit den Gitterparametern a = 5,4812 Å, b = 5,4812 Å und c = 6,5172 Å. Das Zellvolumen beträgt 169,568 Å3. Die Länge der O–Na-Bindung liegt bei 2,4004 Å und der Winkel der O–Na–O-Bindung zwischen 79° und 101°. Der Abstand des Natriums und dem Fluor ist 3,1699 Å.